# 奧爾登扎爾

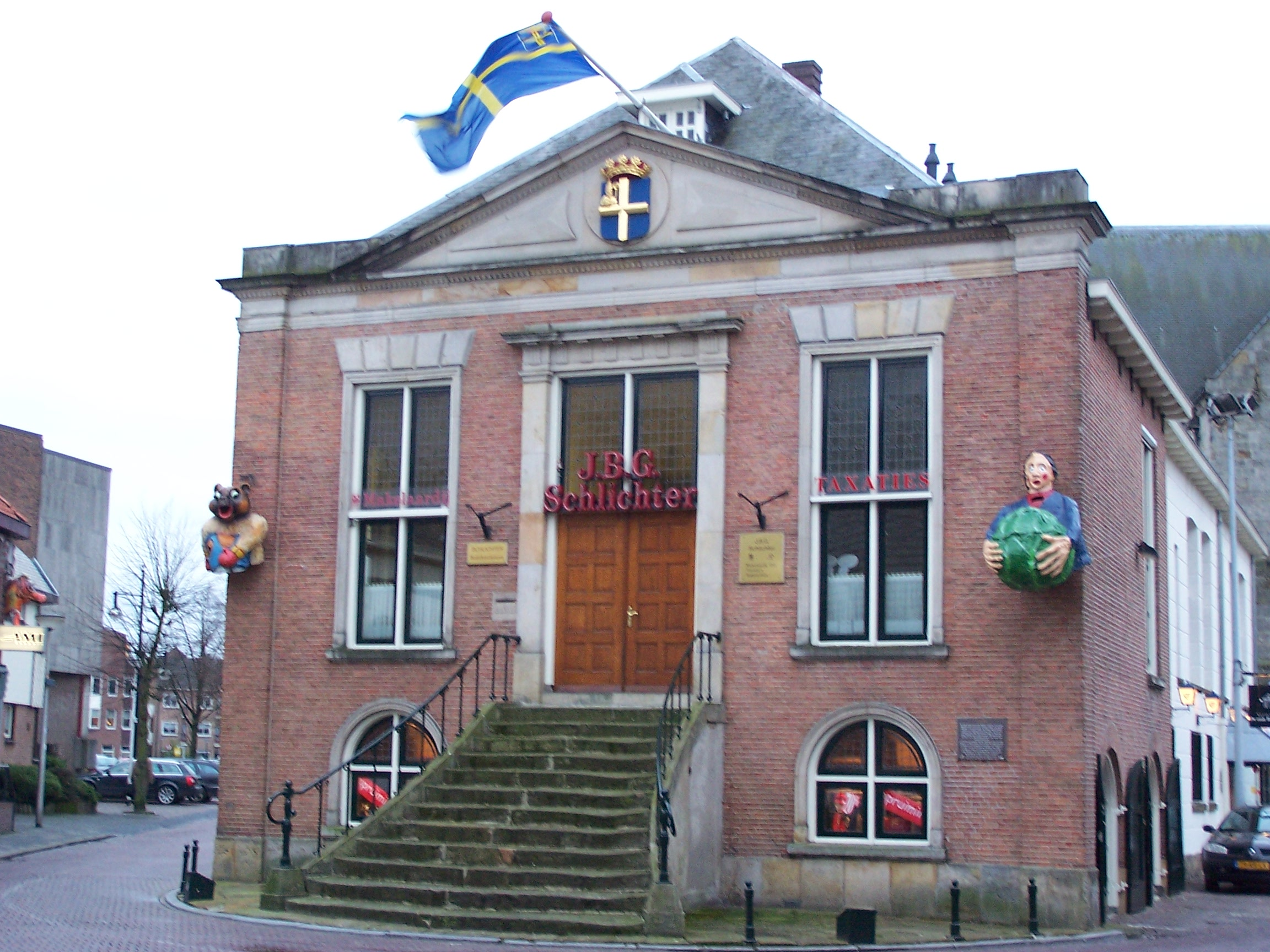

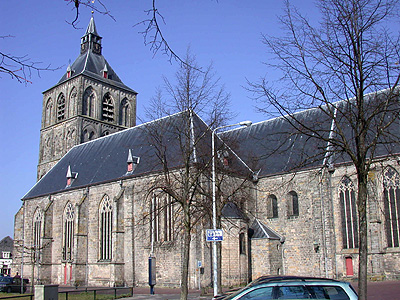

奧爾登扎爾（荷蘭語：Oldenzaal）是荷蘭的城市和市镇，位於該國東部，由上愛塞省負責管轄，毗鄰與德國接壤的邊境，面積21.98平方公里，2007年人口31,416，人口密度為每平方公里1,455人。

## 外部連結
- Official website （页面存档备份，存于）

52°19′N 6°55′E / 52.317°N 6.917°E